# 香魚子
香魚子（あゆこ、7月30日 - ）は、日本の漫画家。熊本県出身。血液型A型。デビュー作は『Us, you and me』。

## 作品リスト
全て集英社、マーガレットコミックスから刊行されている。
- 伯爵と妖精（2008年 - 2010年、原作：谷瑞恵、全4巻）
- さよなら私たち（2009年7月24日発売[2]、ISBN 978-4-08-846428-2）
  - さよなら私たち（『ザ マーガレット』2007年4月号）
  - 時をかけるまえに（『デラックスマーガレット』2009年7月号）
  - おとうとくん（『デラックスマーガレット』2006年1月号）
  - 失恋ファミリーレストラン（『ザ マーガレット』2006年3月号）
  - Us, you and me（『別冊マーガレット』2005年8月号、デビュー作）
- 隣の彼方（2010年11月25日発売[3]、ISBN 978-4-08-846597-5）
  - 隣の彼方[4]（『別冊マーガレットsister』2010年10月増刊号）
  - ノストラダムスと榊くん（『デラックスマーガレット』2010年7月号）
  - ひみつみっつ（『別冊マーガレット』2010年2月号）
  - Keep a diary（『デラックスマーガレット』2009年9月号）
- シトラス（2010年 - 2011年、全2巻）
- もう卵は殺さない[5]（2012年6月25日発売[6]、ISBN 978-4-08-846791-7）
  - きょうはなんの日[7]（『週刊ヤングジャンプ』2012年4月20日増刊『アオハル』"bitter"）
  - 茉莉花にくちなし[8]（『別冊マーガレットsister』2011年11月増刊号）
  - 亘理くんとふれたなら[9]（『別冊マーガレットsister』2012年1月増刊号）
  - もう卵は殺さない[10]（『bianca』創刊号（2012年6月増刊号））
- 魔法使いの心友[注 1]（原作：柚木麻子、『別冊マーガレット』2012年6月号[11] - 2013年1月号、全2巻）
  1. 2012年9月25日発売[12][13]、『別冊マーガレット』2012年6月号[11] - 9月号、ISBN 978-4-08-846830-3
  2. 2013年2月25日発売[14]、ISBN 978-4-08-846897-6
- うぬぼれハーツクライ[注 2]（2014年、全2巻）
  1. 2014年7月25日発売[15]、『別冊マーガレット』2014年4月号[16] - 7月号、ISBN 978-4-08-845243-2
  2. 2014年11月25日発売[17]、『別冊マーガレット』2014年8月号 - 11月号[18]、ISBN 978-4-08-845304-0
- きみとユリイカ[注 3]（2015年 - 2016年、全4巻）
  1. 2016年1月25日発売[19]、『別冊マーガレット』2015年10月号[20] - 2016年1月号、ISBN 978-4-08-845516-7
  2. 2016年5月25日発売[21]、『別冊マーガレット』2016年2月号 - 5月号、ISBN 978-4-08-845580-8
  3. 2016年9月23日発売[22]、『別冊マーガレット WEBコミック』2016年5月13日配信分[23] - 8月12日配信分、ISBN 978-4-08-845639-3
  4. 2017年1月25日発売[24]、『別冊マーガレット WEBコミック』2016年9月13日配信分 - 12月16日配信分[25]、ISBN 978-4-08-845703-1
- 霜月先生の甘くない恋愛講座[注 4]（2018年 - 2019年、全2巻）
  1. 2018年10月25日発売[26][27]、『別冊マーガレット』2018年7月号[28] - 10月号、ISBN 978-4-08-844110-8
    - おまけページ（描きおろし）

  2. 2019年3月25日発売[29]、『別冊マーガレット』2018年11月号 - 2019年2月号[30]、ISBN 978-4-08-844184-9
    - おまけページ（描きおろし）
- 春と嵐[注 5]（2020年 - 2021年、全2巻）
  1. 2021年1月25日発売[31][32]、『別冊マーガレット』2020年9月号[33] - 12月号、ISBN 978-4-08-844424-6
    - 猫を飼いはじめた話（描きおろし）

  2. 2021年5月25日発売[34]、『別冊マーガレット』2021年1月号 - 4月号[35]、ISBN 978-4-08-844482-6
    - おでかけ大好き（描きおろし）

### イラスト
- はつこい（2010年11月19日発売[36]、著者：下川香苗、集英社文庫、ISBN 978-4-08-746639-3）
- 号泣（2015年3月20日発売[37]、著者：松田志乃ぶ、集英社オレンジ文庫、ISBN 978-4-08-680013-6)
- 棘公爵の花嫁 賭けをしましょう、旦那様（2015年7月1日発売[38]、著者：白川紺子、コバルト文庫、ISBN 978-4-08-601867-8)
- 恋が叶う☆星占い（『別冊マーガレット』2017年3月号別冊ふろく『バレンタイン SPECIAL COLLECTION』）
- （タイトルなし）（『別冊マーガレット』2017年7月号別冊ふろく『bianca』）
- 後宮の烏（著者：白川紺子、集英社オレンジ文庫、全7巻）
- 花咲く占星術（『YOU』 - 2018年11月号）
- 秘密の花園でお茶を（2019年10月4日発売[39]、著者：安東あや、ポプラ文庫ピュアフル、ISBN 978-4-591-16423-5）
- （タイトルなし）（『別冊マーガレット』2019年12月号別冊ふろく『とっておきのLove&Happy』）
- 屍介護（2022年6月10日発売[40][41]、著者：三浦晴海、角川ホラー文庫、ISBN 978-4-04-112299-0）
- 花は愛しき死者たちのために（著者：柳井はづき、集英社オレンジ文庫、既刊2巻）
  1. 2022年7月20日発売[注 6][42][43][44]、ISBN 978-4-08-680458-5
  2. 2023年1月20日発売[45][46]、ISBN 978-4-08-680487-5

### その他
- くらもち本 〜くらもちふさこ公式アンソロジーコミック〜（2018年1月25日発売[47]、ISBN 978-4-08-845887-8）
  - 野生子と青野（描きおろし）

### 単行本未収録作品
- 日だまりの小悪魔（『コミックコバルト』2010年10月号）
- 伯爵家執事の新たな決意（『コバルト』2011年9月号別冊ふろく『別冊コバルト文庫』）
- ぼっち、旅に出る。[48]（『別冊マーガレット』2012年9月号別冊付録『bianca』1 1/2号）
- 世界と終わりの修学旅行[49]（『bianca』2号（2012年11月増刊号））
- トモアキと私[50]（『別冊マーガレット』2013年2月号別冊ふろく『bianca』2 1/2号）
- すみっこのふたり[51][52]（『週刊ヤングジャンプ増刊アオハル』0.99号）
- 没落ぼんぼん[53]（『別冊マーガレット』2013年5月号別冊付録『別マTWO Vol.10』）
- Between us[54]（『bianca』3号（2013年6月増刊号））
- きみとユリイカ[注 3][55]（『別冊マーガレットsister』2013年9月増刊号）
- 恋せよもやし[56]（『別冊マーガレット』2013年9月号）
- 糸[57]（原作：奥浩哉、作画：香魚子、『別冊マーガレット』2014年1月号別冊ふろく『BETSUMA 50TH ANNIVERSARY SPECIAL TRIBUTE VOL.1』）
- きみとユリイカ 番外編（『別冊マーガレットsister』2016年6月増刊号 春フェスVOL.2）
- 俺物語!!スペシャルトリビュート!![58][59]（『別冊マーガレット』2016年7月号）
- 婚活ヴァンパイア アベルはつらいよ[60]（『別冊マーガレット』2017年12月号別冊ふろく『別冊マーガレットsister』Vol.4）
- カリカリ日和[61][62]（『別冊マーガレット』2019年4月号）
- こだわりモノ[注 7]（『Cocohana』2019年5月号）
- プリンス of tweet[63]（『別冊マーガレット』2019年8月号別冊ふろく『可愛い小さな恋の話。』）
- 昔の友達[64]（『Cocohana』2020年1月号）
- 夢乙女[65]（『ザ マーガレット』2021年春号）
- マイ・チートデイ[66]（『Cocohana』2022年7月号）
- エンドロール（『Cocohana』2025年2月号[67] - 2025年5月号[68]）